# Julius Schirren
Julius Carl Schirren, född 14 eller 26 mars 1857 i Riga, död 20 augusti 1917 i Verdun, var en tysk jurist. Han var son till historikern Carl Christian Gerhard Schirren och Antonie Schirren, född Müller. 
Familjen flyttade av politiska skäl omkring år 1870 från Riga i dåvarande Ryska kejsardömet  till Kiel i dåvarande Tyska förbundet. År 1888 gifte sig Julius Schirren med Maria Pauline Schirren, dotter till Karl August Möbius, i Berlin. De fick fem barn däribland Carl Walter Schirren.
Julius Schirren, som var advokat och justitieråd i Kiel, deltog som frivillig i första världskriget som kapten och bataljonschef vid 214. Reservinfanteriregimentet vid 46. Reservdivisionen på västfronten. Han stupade 1917 i Verdun i Frankrike och är begravd på krigskyrkogården i Merles-sur-Loison vid block nr. 3, grav nr. 131.